# 艋舺青山宮
艋舺青山宮，位於臺灣臺北市萬華區，為肇建於1856年（咸豐6年）的民間信仰廟宇，主祀青山靈安尊王，現列中華民國直轄市定古蹟。該廟自清治時期以來就是艋舺地區泉州三邑惠安人的王爺信仰中心之一，每逢青山靈安尊王壽誕日前夕都有隆重祭典，正日為萬華區年中慣例迎神中最盛大者，俗稱「艋舺大拜拜」，為臺北市三大廟會之一。現今，艋舺青山宮與艋舺龍山寺、艋舺清水巖、西門町天后宮合稱「艋舺四大廟門」。

## 沿革和特色

### 肇始緣起
艋舺在1854年（咸豐4年）發生瘟疫，祖籍泉州府惠安縣漁民，於是特地將惠安青山宮的鄉土守護神——青山靈安尊王神像分靈至艋舺，在舊街（今西園路）鬧區處暫立小祠奉祀，想藉此弭平疫情。隨後由於祂靈驗的神蹟廣為流傳，使得善信日增。1856年（咸豐6年）另在貨物貿易集散的蕃薯市街（今貴陽街現址）建築新廟，1859年（咸豐9年）落成。

### 建築特色
艋舺青山宮坐南朝北，基地184坪，為三開間、三進兩廊矩形縱深的街屋式建築。前殿為重簷歇山頂，簷間有「敕封大宋明神」字樣，明間華麗精湛的八角形藻井，完全展現出泉州惠安溪底派匠師作風，門神秦叔寶與尉遲恭為劉家正繪製，入口立面初為土木結構建築，1938年（昭和13年）重修時佐以花崗石與青斗石的石雕門面，石獅是典型日式風格，蟠龍石柱為謝萬來所作，石柱和石垛乃源自臺灣神宮所遺留石材。拜殿臺基前方有雲龍御路，由於拜殿抬高臺基與正殿同高，且拜殿屋頂與正殿硬山頂相連，更增添正殿巍莪宏偉的氣勢。
正殿神龕也是金碧輝煌，上方懸掛匾額以1954年考試院院長賈景德所題「固圉寧民」最為醒目，此外尚有1869年（同治8年）淡水同知富樂賀「以答神休」、1882年（光緒8年）福建花翎知府銜補用同知何恩綺獻「神靈昭著」、1889年（光緒15年）魏建勳所獻「化險為夷」、1981年中華民國副總統謝東閔所獻「百世馨香」等諸多匾額。
後殿同樣雕樑畫棟，原為舊式殿堂，目前所見是1979年改建後的地下一層、地上三層鋼筋混凝土結構樓閣式建築。
該廟建築本身因具歷史、文化和藝術價值，所以內政部在1985年公告為國家三級古蹟，現為直轄市定古蹟。廟方在2003年報請臺北市政府文化局重修，由文建會（今中華民國文化部）分四年補助新臺幣1,500萬元，加上信眾集資，最終得以新臺幣4,000多萬元於2006年底完成修繕。

### 祝融之災
2013年11月19日晚間因電線走火，致使三川殿和左右過水廊的天花、鑿花、雕作等木構件受表層損傷，靈安尊王二祖軟身神像衣袍和鄰近十餘尊神將遭波及；所幸臺北市政府文化局補助新臺幣1,000多萬元，廟方籌得檀越寄付新臺幣2,000多萬元，於2014年11月8日完成修復。

## 信仰與祀神
18世紀中期，大量泉州府移民跨海沿著淡水河靠岸定居艋舺，與當地平埔族通婚後人口大增，加上艋舺縣丞和艋舺營於1809年（嘉慶14年）相繼設立，使艋舺在清宣宗道光初年迅速發展成為「一府二鹿三艋舺」的全臺灣第三大城市。未料1853年（咸豐3年）發生頂下郊拼分類械鬥，艋舺的泉州三邑人擊潰艋舺的泉州同安人，泉州三邑住民自此在艋舺扎根奠基，而落敗的泉州同安人不得不帶著守護神霞海城隍、整族舉家遷徙至大稻埕經商。
青山靈安尊王是泉州惠安人信奉的神衹之一，簡稱「靈安尊王」，俗稱「青山王」；相傳其生前為漢獻帝建安17年（212年）孫權派赴駐守泉州惠安地區的武將張悃，歿後曾停柩於惠安縣衙東配室。又明世宗嘉靖時編纂的《惠安縣志》說：「青山在縣南，閩時將軍張悃，嘗立寨於此以御海寇。既歿，鄉人廟而祀之，至今不廢。」主張是五代十國中閩國的將領張悃，人稱「張將軍」；因為奉命鎮守惠安一帶，軍紀嚴明、愛民如子，逝世之後屢屢顯靈，故在青山附近建廟祭祀，尊稱其為「青山王」。
艋舺青山宮正殿主祀靈安尊王，印童、劍童侍於兩側；正殿龍虎邊祀奉陰陽司、獎善司、長壽司、監察司、福德司、罰惡司、增祿司、速報司等八司，以及枷鎖將軍、馬使爺、虎爺、依附於艋舺青山宮各軒社的神將（「義英社」的謝范將軍、「義安社」的謝范將軍、「鳳音社」的文武判官）。艋舺青山宮後殿一樓奉祀靈安尊王妃顯慶妃（大媽）與慶安妃（二媽），配祀釋迦牟尼佛、觀音佛祖、地藏王菩薩、一組陰陽司與八將的神尊及義英社、鳳音社所屬神將；後殿二樓奉祀瑤池金母、太陽星君、太陰星君、天上聖母、關聖帝君；後殿三樓凌霄寶殿供奉玉皇上帝、三官大帝、南斗星君、北斗星君、齊天大聖及西天大聖等諸神祇。

## 組織型態
艋舺青山宮相關組織由信徒共同組成，分為管理組織、祭祀組織與信徒組織三種型態。

### 管理組織
管理組織負責管理廟務、廟產及日常事務。1988年以前實施「管理人制」，廟方管理人多由當地富具名望的紳商或對廟方有實質貢獻者為主。清末以來，常以艋舺地方頭人如區長、里長等為管理人，日治中前期以來由於泉州三邑人士在早期同時主導了青山宮與艋舺龍山寺的籌建之故，青山宮管理人有時會同時兼管二廟事務。由於廟方並未詳加記載創廟以來的歷任管理人，可考者有日治時期的李孫浦、林禮仁以及戰後時期的黃昆、洪查某、吳永言等人，管理人一職無任期限制。
1987年政府採取寺廟管理政策，時以黃應時為青山里里長、蔡章文為青山宮首任主任委員。黃應時以其女從事執業代書的職務之便將原屬私人土地的青山宮地權歸屬廟方。青山宮於同年9月26日重新辦理寺廟登記，並於1988年之後成立青山宮管理委員會，以現今管理委員會之形式管理廟務。

### 祭祀組織
祭祀組織主理青山宮例行祭典，採頭家爐主制度，每年於青山王祭典活動結束當晚由參與報名的信徒中選出，由去年爐主擲筊卜出來年的值年爐主一人、副爐主二人，新任正副爐主將於來年代表當地居民主理全年例行祭典。

### 信徒組織
信徒組織由當地信徒參與之祭祀團體組成，有「神明會」性質者如金進揚會、金進興會、協福堂會。因地緣關係組織而成的「子弟團」有義英社、義安社、鳳音社；另外有神轎會及八將團，為青山宮附隨組織，參與廟會活動，其領導人多由地方仕紳擔任。

## 青山王祭典
青山王祭典之肇始，深受艋舺青山宮靈安尊王消弭1850年代的瘟疫和蟾蜍精危害、1904年（明治37年）的鼠疫等說法影響。當時遷居艋舺的泉州惠安移民，一方面為感念所信奉神祇除疫鎮煞的靈驗性，庇佑信眾度過種種天災和不同族群衝突造成的外在困境，於是透過艋舺青山宮廟會活動的舉辦來酬謝神明。另方面藉著年復一年的年度例行祭典，重複加強其神格和傳說，逐步演變成為三邑移民凝聚地方社會力量的王爺信仰中心。日治時期政府對於宗教採取寬容態度，青山王賽會活動於1907年（明治40年）起擴大舉辦並躍上新聞版面；1935年祭典適逢始政四十周年記念臺灣博覽會，邀請北港朝天宮糖郊媽前來艋舺共襄盛舉。其後歷經1936年開始的皇民化運動、1950年代以降提出的「改善民俗」、「節約拜拜」和「春秋二季拜拜」等諸多統一祭典政策，使活動受到一定程度制約。臺北市政府在1953年將本屬秋祭的靈安尊王祭典推為龍山區的秋季拜拜，以及戒嚴時期全市唯二可以辦理迎神賽會的廟宇；1975年起又列為全市七大民俗宗教祭典之一，實則讓艋舺青山宮的祭祀信仰圈進一步擴大到了雙園區。2003年爆發嚴重急性呼吸道症候群（SARS），於青山王祭典遶境並恭送瘟神王船完後獲得控制。
青山王祭典為期四天，祭典前夕都會迎請艋舺清水巖清水祖師、艋舺龍山寺觀音佛祖、西門町天后宮（原艋舺新興宮）天上聖母，及閤艋神尊蒞臨艋舺青山宮作客和看戲；每年農曆10月20日、21日接連兩天會分別在南、北萬華區進行暗訪，以探查陰陽界善惡、接受冤魂告狀、緝捕兇神惡鬼和驅逐瘟疫邪穢。前殿明間龍柱會高掛「風雨免朝」虎頭牌；廟內軒社的神將，於午後率先出廟、進行過金紙火等儀式；欲參加暗訪的各個藝閣和陣頭，先行抵達艋舺青山宮參禮和整隊；待引路童子、八將團、神轎團由青山八將團團長完成「恭請王爺升堂」喊班儀式，傍晚便引導靈安尊王神轎出廟暗訪。靈安尊王代天巡狩查察善惡及巡視祂在艋舺的惠安子民時，早期是由惠安裔五大姓氏子弟擔任轎班工作，一般不行拜廟儀式，當神轎途經艋舺清水巖、艋舺龍山寺、艋舺新興宮（今西門町天后宮）和艋舺集義宮等其他族群勢力範圍的頭廟，會熄燈快跑加速通過；傳言是展現對不同祖籍鄉土神之尊重，亦避免發生衝突意外或再釀分類械鬥。回駕時，神轎以面向外倒退方式入廟，在廟內進行「恭請王爺退堂」喊班後才結束每一天的行程。
農曆10月22日的「正日」遶境是祭典重頭戲，參與贊境活動的單位較暗訪大幅增加，依照廟方規劃至艋舺青山宮參禮，或是直接前往集合點取齊，通常於上午九時整頭陣出發。踩街遶行萬華區400餘間宮廟、紅壇及香案的隊伍大致上有：報馬仔、頭旗燈、路關牌、五方旗、土地公轎、艋舺青山宮醒獅團、艋舺龍山寺、西門町天后宮、其他境內暨各地交陪宮廟神轎和軒社陣頭、值年爐主陣、艋舺青山會、艋舺鳳音社、艋舺義安社、艋舺義英社、天地掃、陰陽司、儀仗隊、八將團，以及壓軸的靈安尊王神轎與隨香信眾，陣頭規模可達200餘陣；昔日這一天沿途家家戶戶擺設香案和供品祭拜，辦桌宴請親友，規模盛大轟動，有「十月二二」、「迎青山王」和「艋舺大拜拜」等說法，為臺北市三大廟會之一。農曆10月23日是靈安尊王之祝壽典禮；待擲筊選出來年值東爐主頭家、出巡的靈安尊王軟身二祖神像昇座回正殿神房、送境內友宮諸神佛回宮、進行祭天、犒軍、晚上舉辦平安宴，祭典才正式落幕。文化部文化資產局已於2010年將此暗訪暨遶境活動列為無形文化資產予以保存。
2020年，北港朝天宮正駕糖郊媽睽違85年後再次搭乘火車蒞臨艋舺青山宮贊境，白沙屯拱天宮、四湖參天宮、淡水清水巖、新莊地藏庵和大甲聖母宮等宮廟亦受邀參與盛會。遶境前夕爐主壇登殿大典發生鬥毆事件。

## 電影拍攝取景

### 拍攝《艋舺》廣宣片
2010年2月5日上映，由鈕承澤執導，阮經天和趙又廷主演的電影《艋舺》之「廣告宣傳片」即在艋舺青山宮取景。

## 圖片集

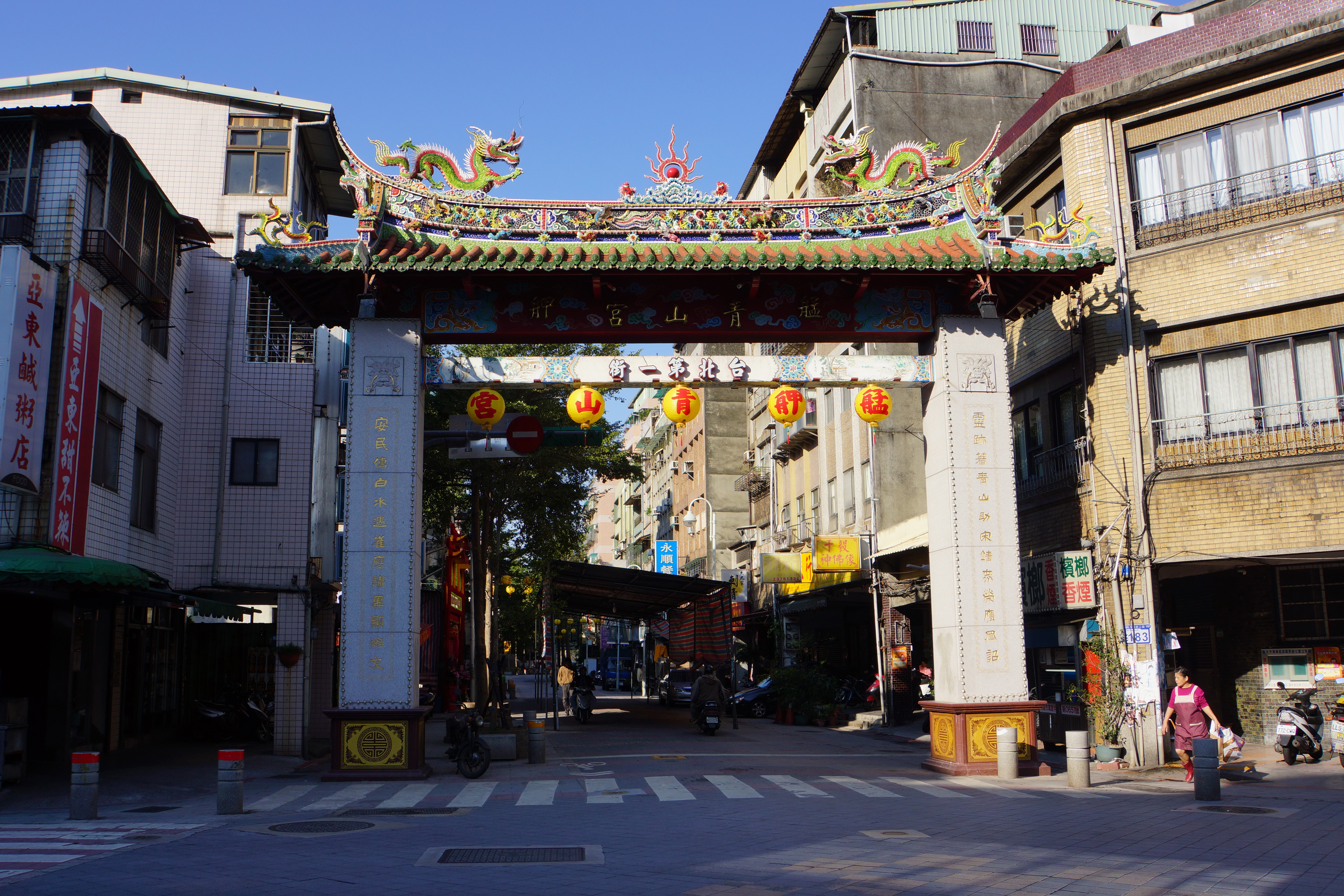
貴陽街上的牌樓。
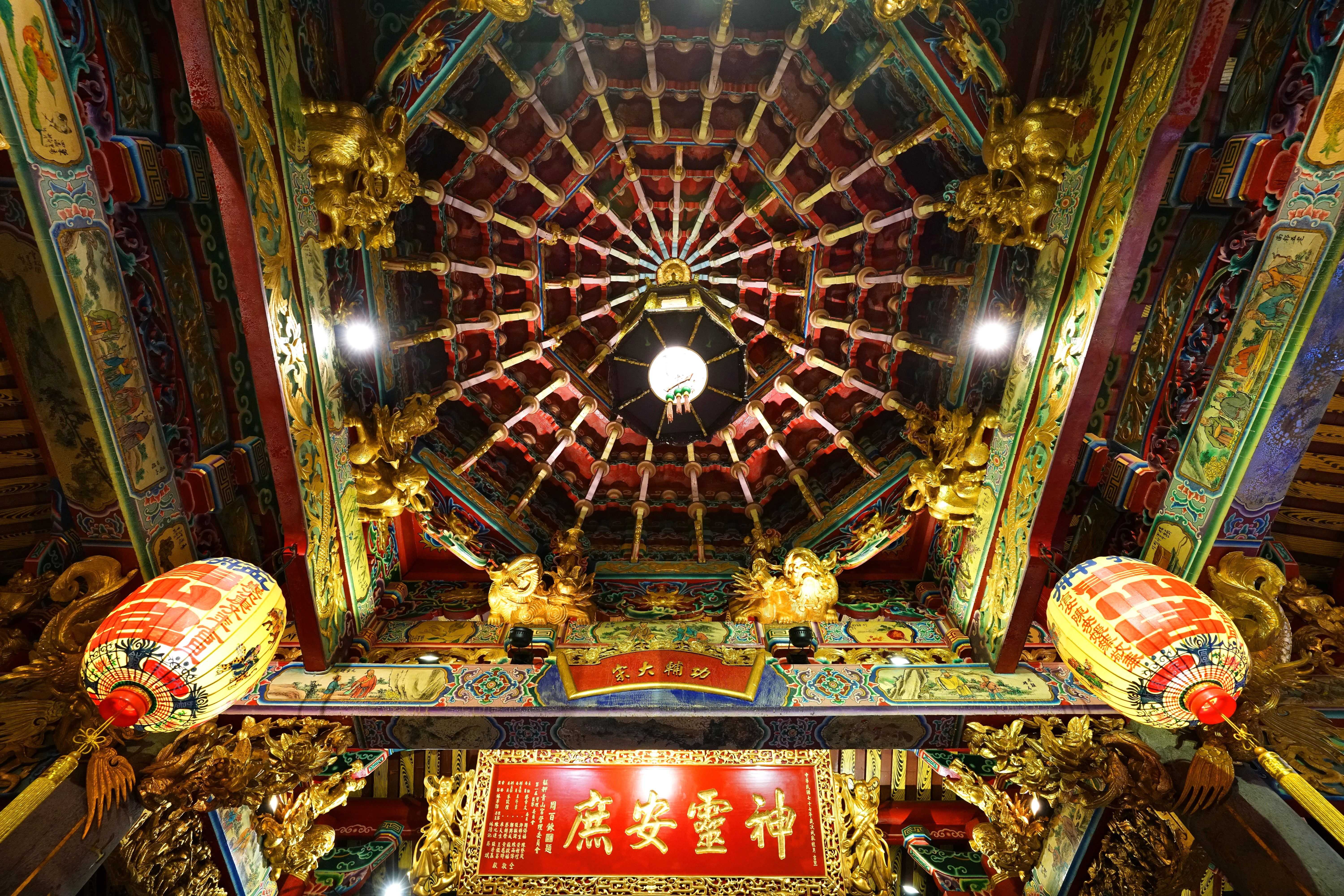
三川殿藻井。
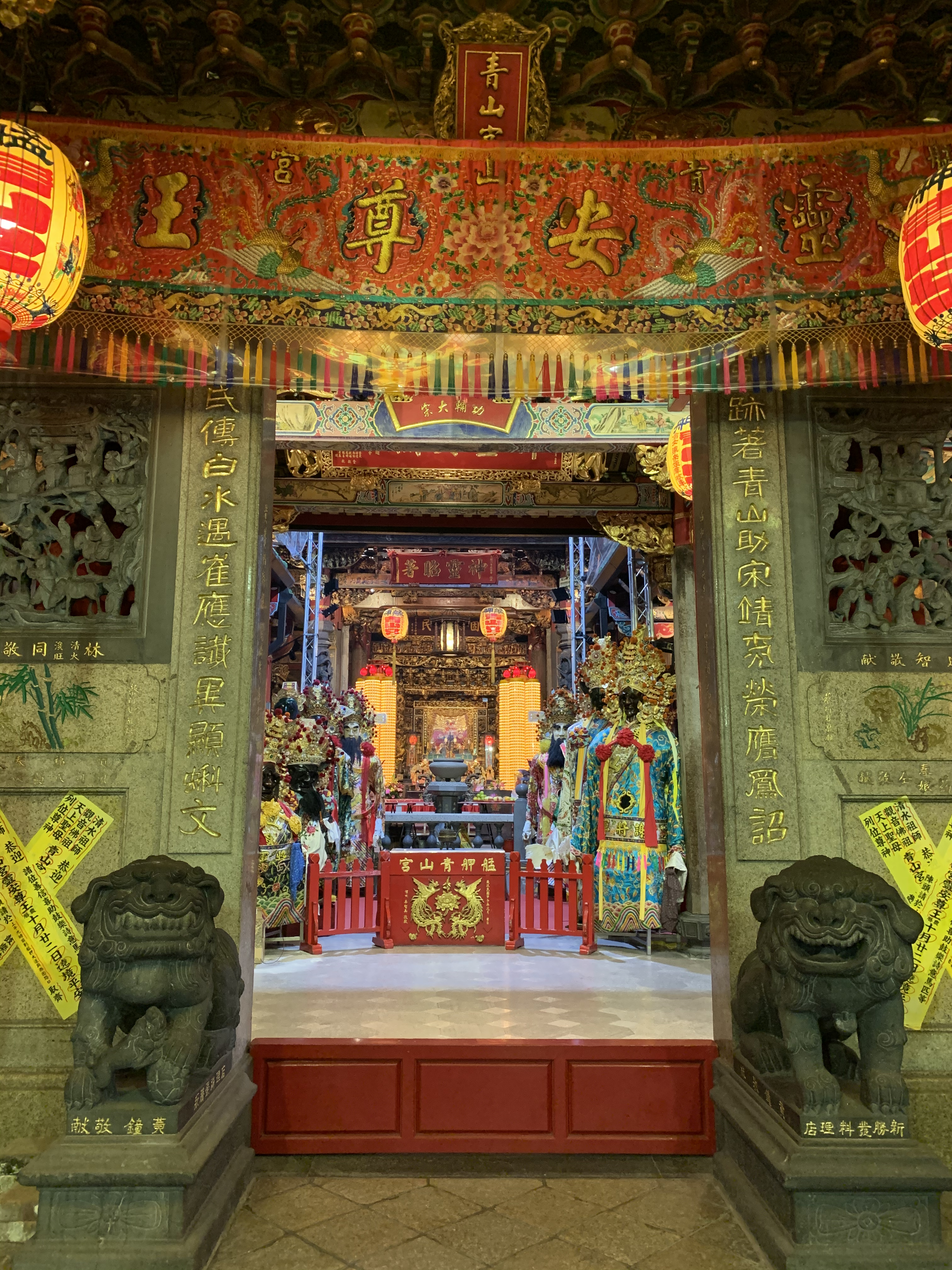
由三川殿明間望向拜殿及正殿神龕。
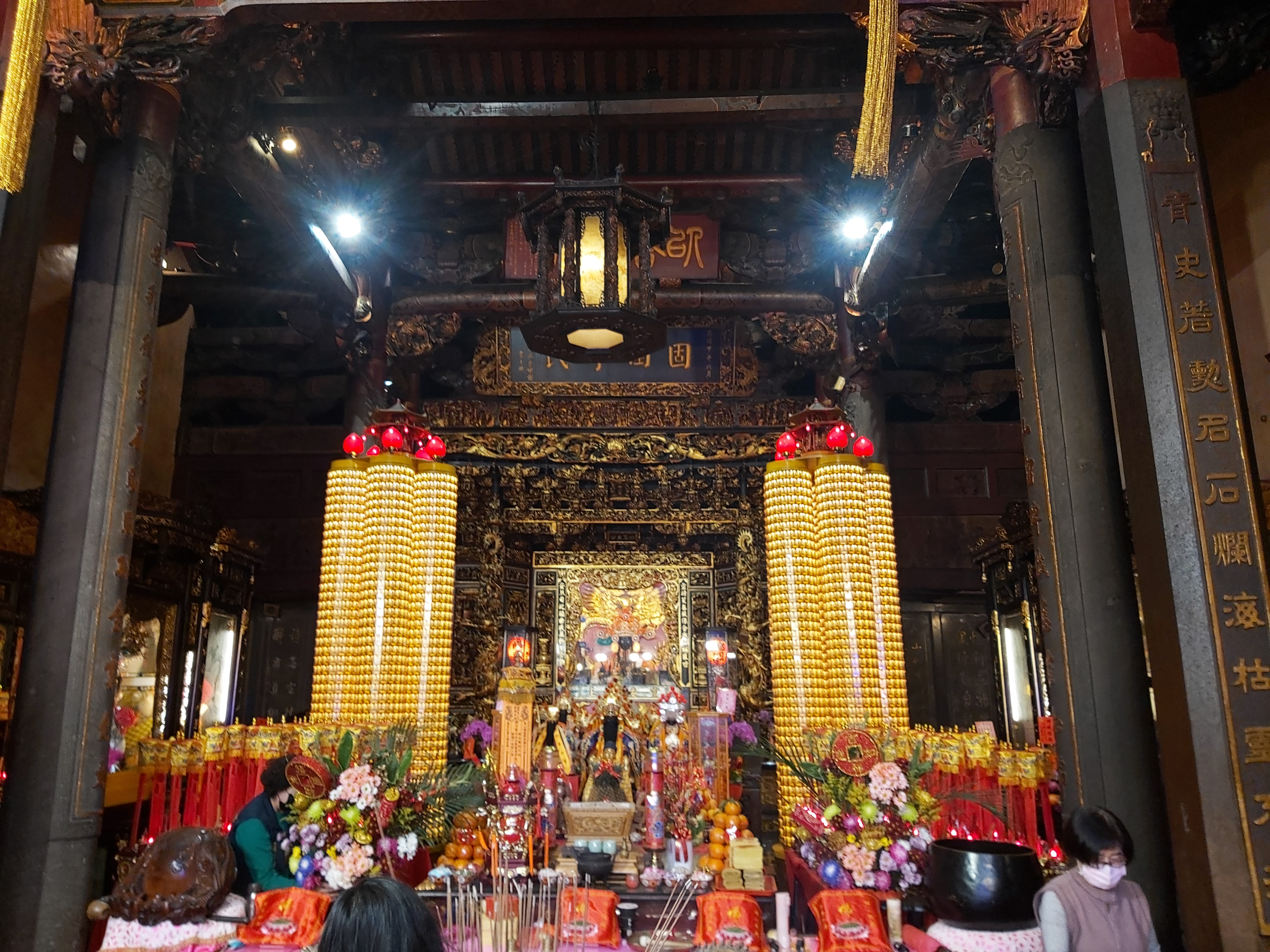
正殿靈安尊王神像。
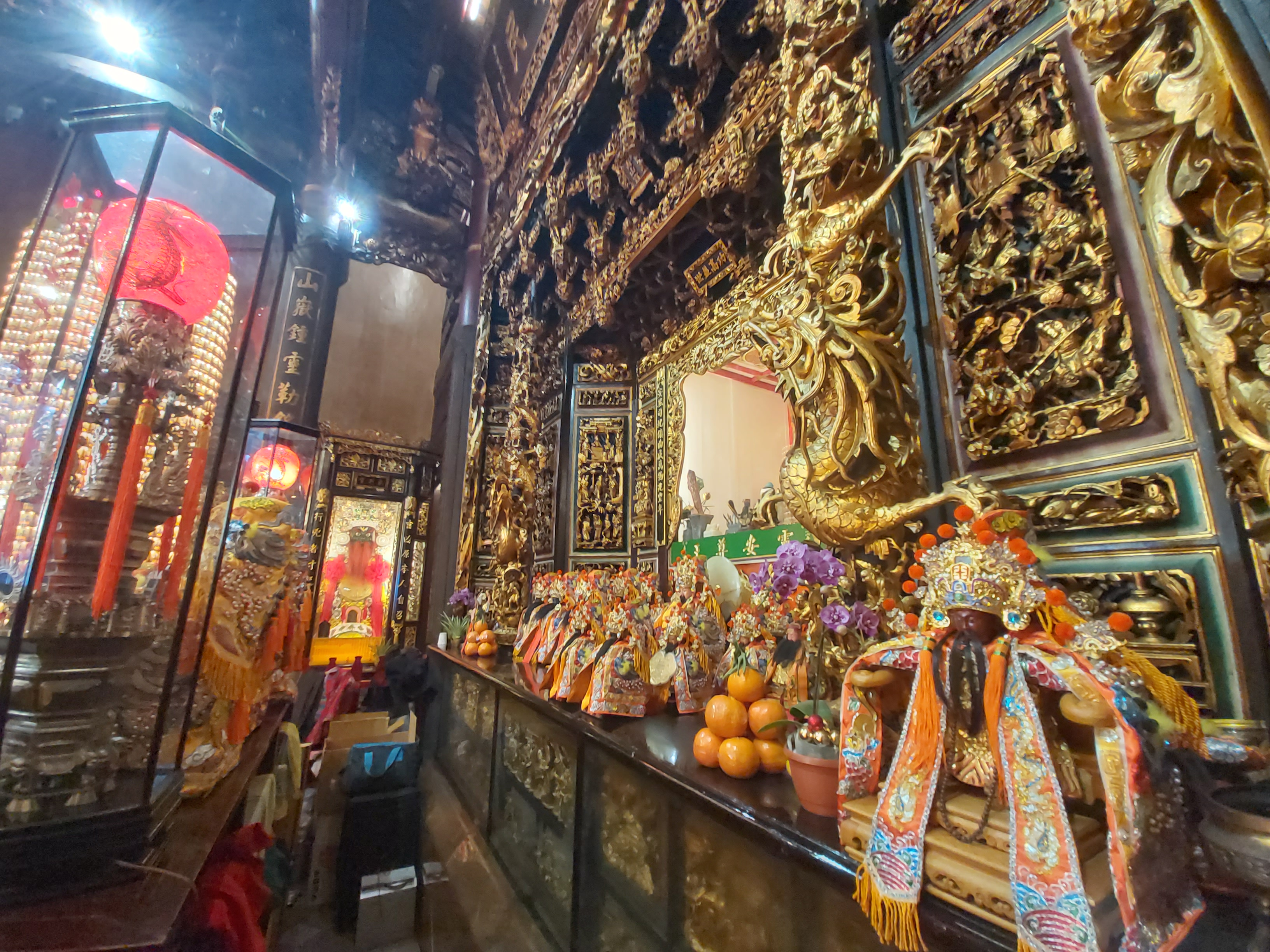
正殿神龕近景。
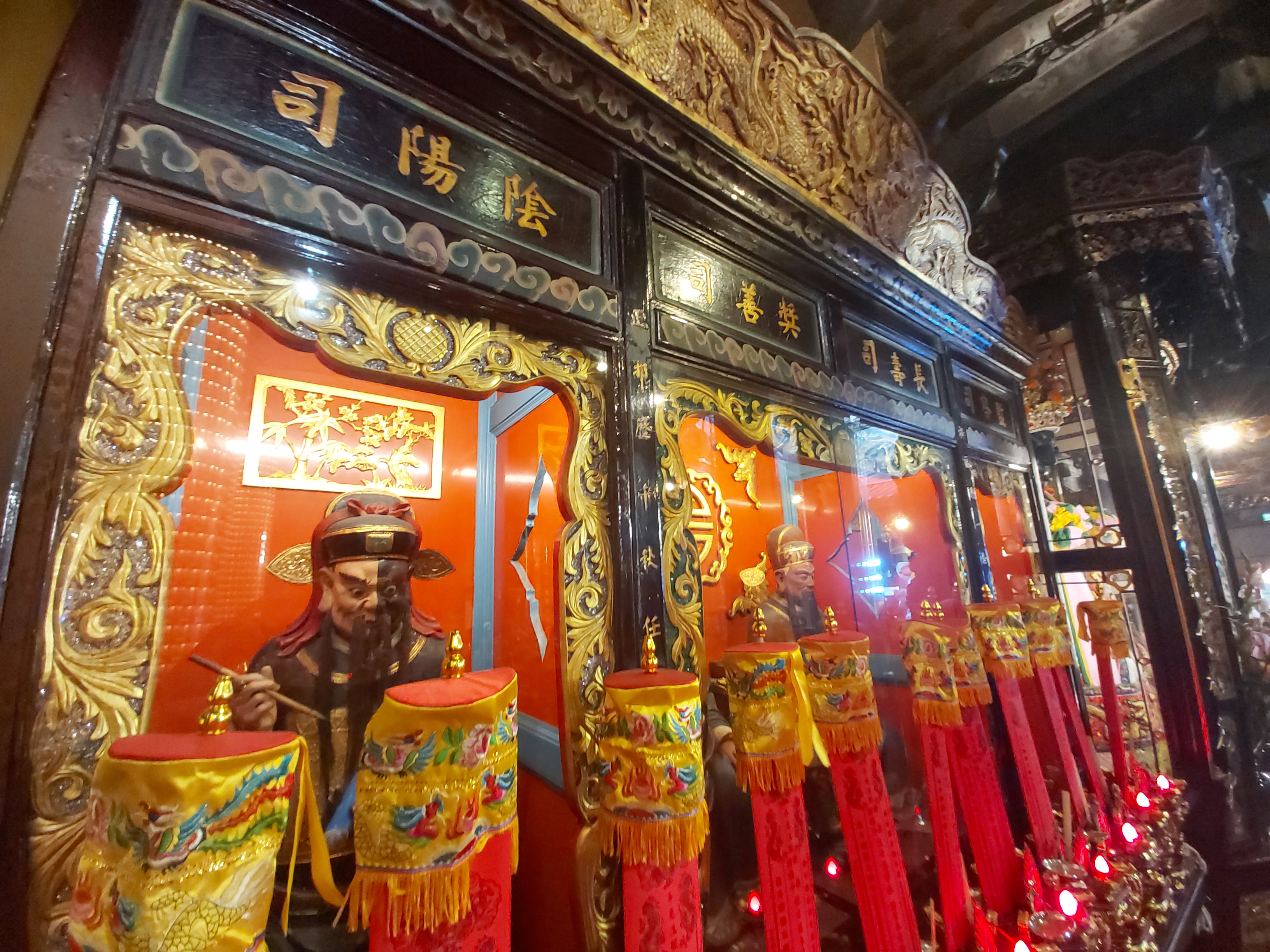
正殿龍邊配祀司官。
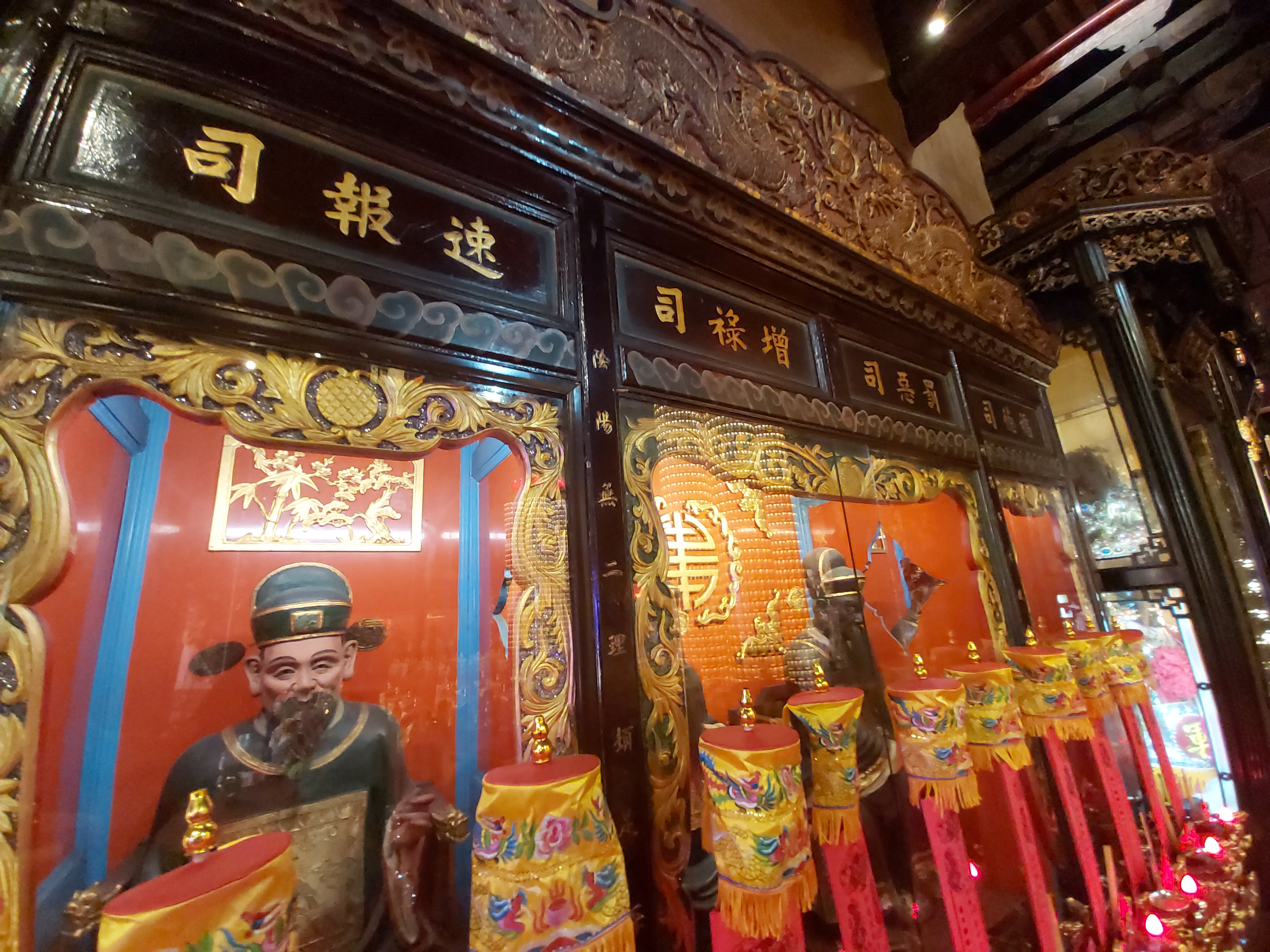
正殿虎邊配祀司官。
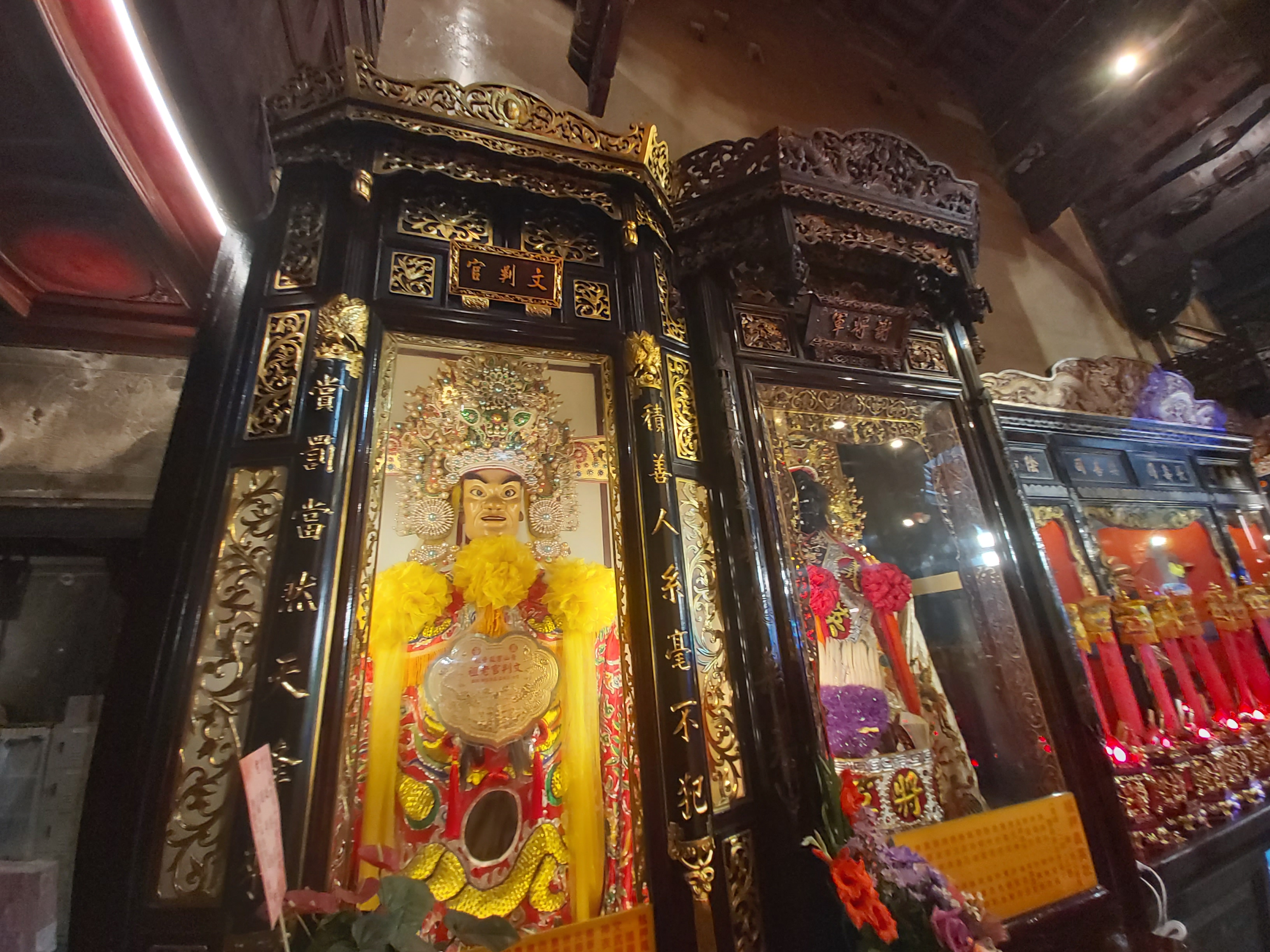
正殿龍邊神將龕。
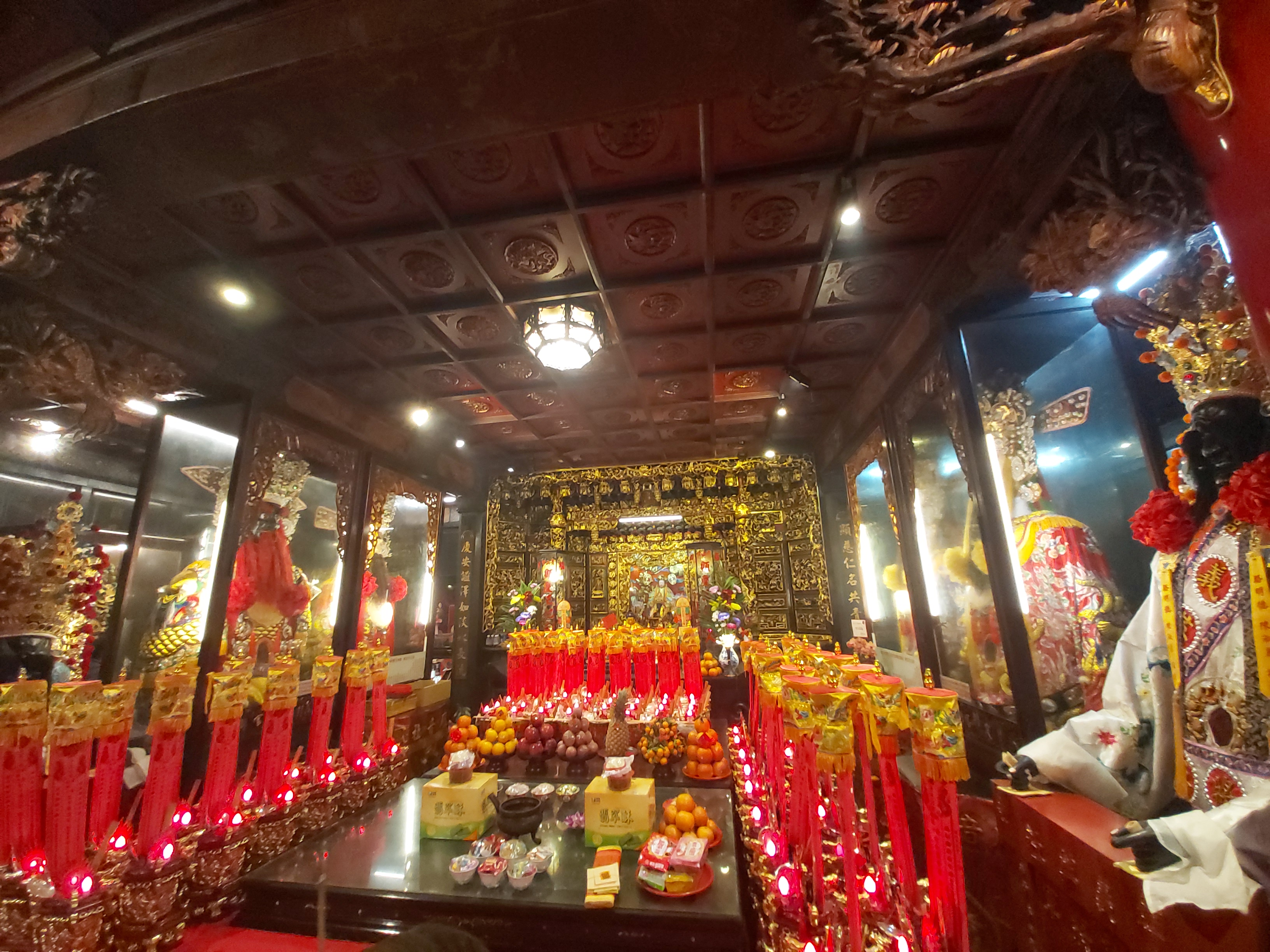
後殿一樓靈安尊王妃。
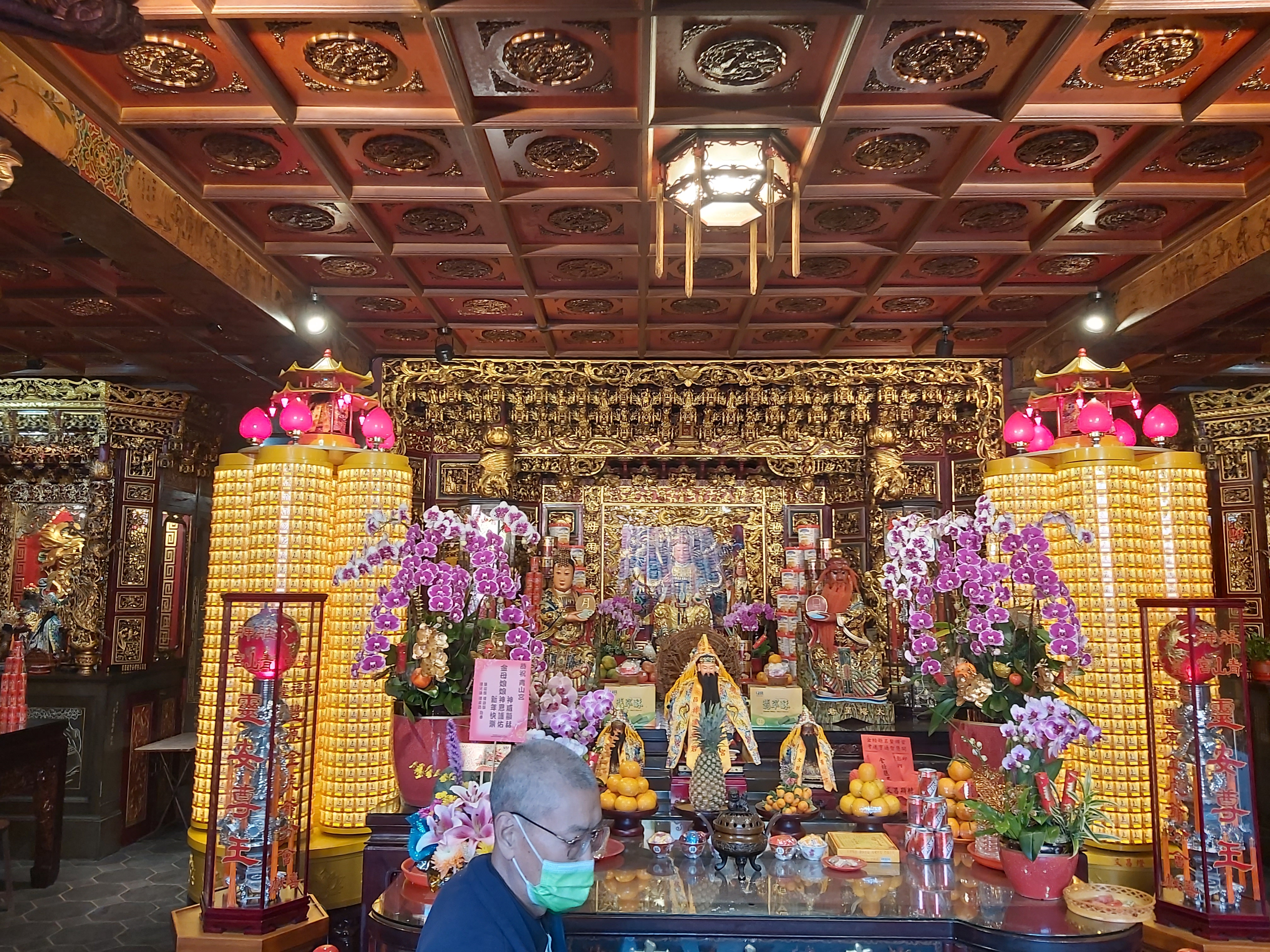
後殿二樓西王母殿。
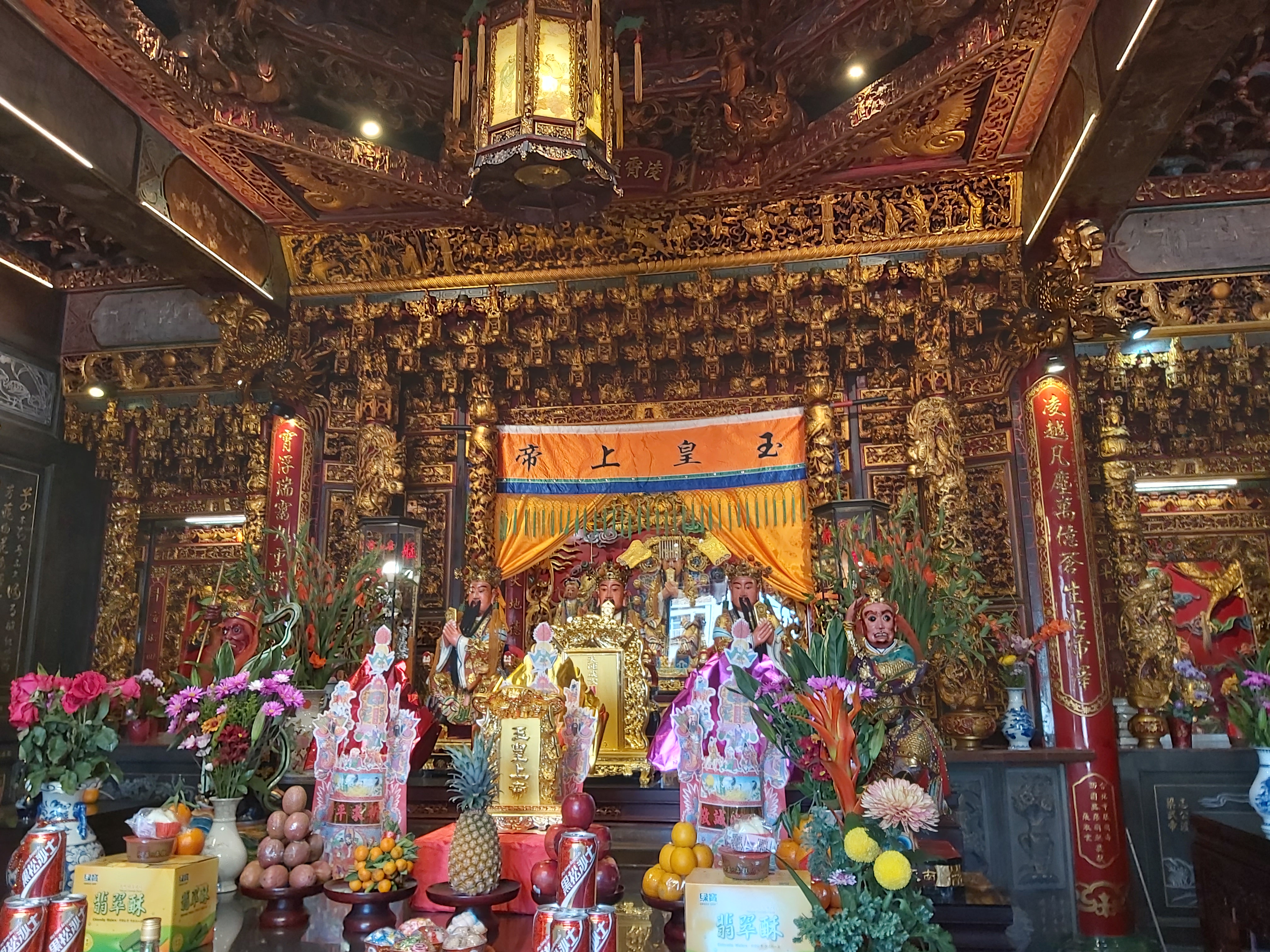
後殿三樓玉皇殿（凌霄寶殿）。
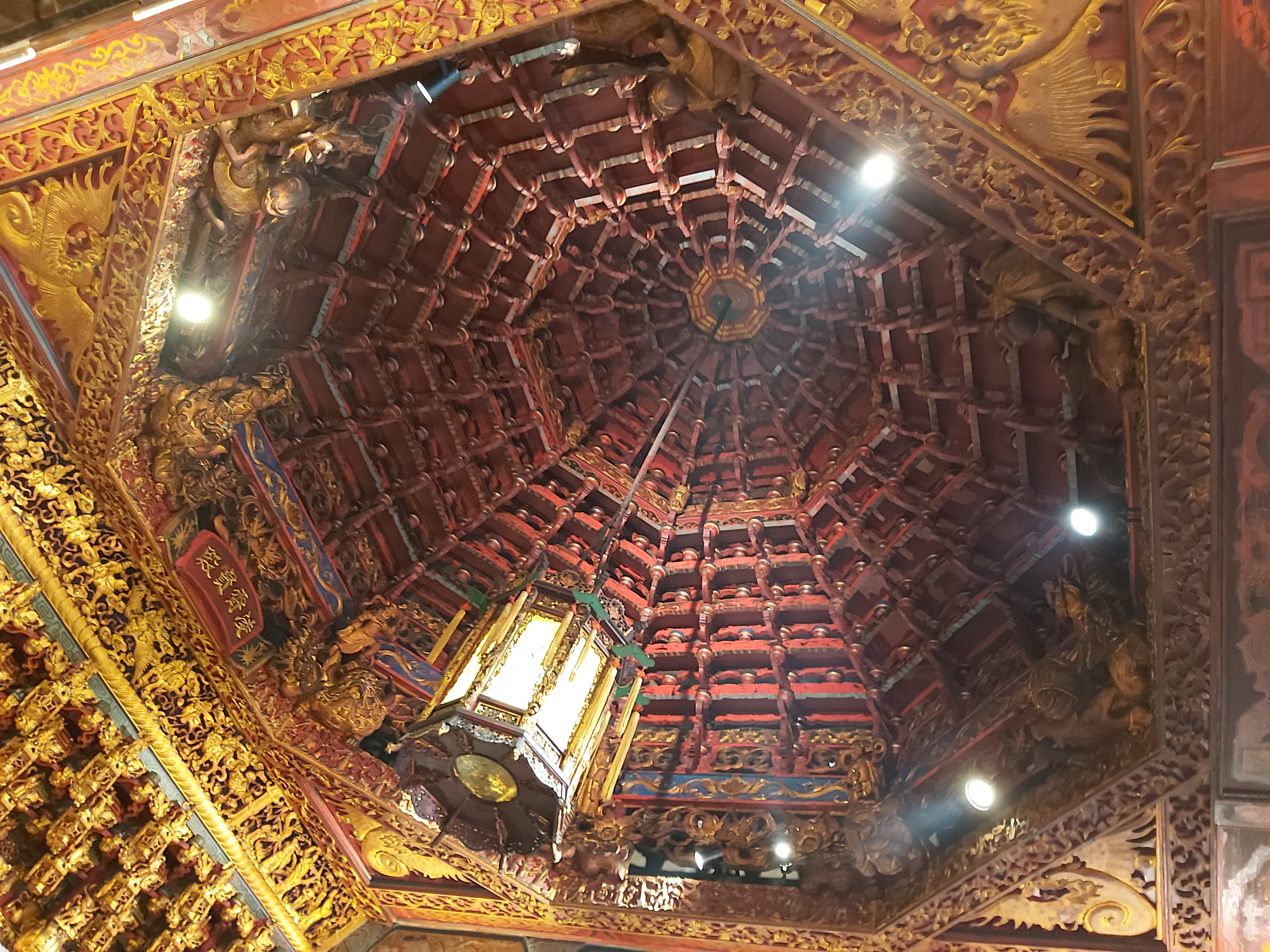
後殿三樓凌霄寶殿藻井。

## 外部連結
- 官方网站
- 艋舺青山宮的Facebook專頁
- 艋舺青山宮-文化部文化資產局 （页面存档备份，存于）
- 艋舺青山宮暗訪暨遶境-文化部文化資產局 （页面存档备份，存于）
- 艋舺青山宮-臺北旅遊網 （页面存档备份，存于）